# Asura (hinduism)

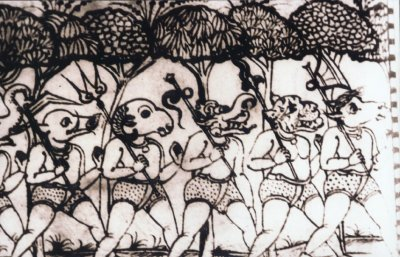
O armată de asura (demoni) – din manuscrisul hindus Sougandhika Parinaya.

În hinduism, Asura ( în sanscrită : असुर; asura=demon) sunt divinitățile răuvoitoare ce reprezintă forțele distructive ale naturii și ale haosului ce sunt într-un continuu război cu Deva, divinitățiile binevoitoare ce reprezintă forțele armoniei ce controlează Universul. Printre Asura se numără Vritra, Holika, Hiranyaksha, Viprachitti, Prahlada, Rahu, Vrishparva și mulți alții. 